# This Mechanical Place
|  | Denne artikel er oprettet af botten Steenthbot ud fra en ekstern database. Den kan derfor have sproglige fejl eller mangler. Denne skabelon kan fjernes efter kontrol af indholdet. |

This Mechanical Place er en dansk dokumentarfilm fra 2017 instrueret af Jakob Ohrt og Oliver R. Jennings.

## Handling
'This Mechanical Place' kombinerer optagelser af tunede traktorer, højoktans-grafik og et dekonstrueret eurodance-soundtrack af Danny L. Harle. Jakob Ohrt og Oliver R. Jennings film er optaget til de europæiske mesterskaber i traktortræk, og undersøger temaer som modifikation og maskulinitet. Traktorerne selv er ude af stand til at pløje en normal mark. Maskinerne og deres mange hestekræfter har fundet et nyt formål, helt adskilt fra deres oprindelige funktion, og er nu i stedet dekoreret med skinnende krom og metalmaling i pangfarver.